# Victor Ganz
Victor Ganz (New York, 7 april 1913 – aldaar, 26 oktober 1987) was een van de belangrijkste Amerikaanse verzamelaars van contemporaine kunst in de 20e eeuw.
Hij was de zoon van een handelaar in juwelen. Nog voordat hij in 1934 bij het bedrijf van zijn ouders begon, was hij al geïnteresseerd in het verzamelen van kunst. Hij begon zijn collectie in zijn tienerjaren met een aquarel van Louis Eilshemius en Jules Pascin en een olieverfschilderij van Raphael Soyer. Met deze aankopen was de fascinatie voor contemporaine meesters geboren. Ondanks hun onbekendheid bleef hij aan deze eerste werken binnen zijn verzameling refereren om aan te tonen hoe zijn smaak was veranderd tijdens de rest van zijn leven.
Victor had bijna geen opleiding genoten en was voor een groot deel autodidact. In de jaren 30 had hij een regime voor zichzelf opgesteld om meer over kunst te leren, hij ging elke zaterdag zo veel mogelijk tentoonstellingen bezichtigen en naarmate de jaren vorderden, kwamen daar steeds meer dagen bij. Hij legde contacten met kunstenaars, handelaars en curators, maar de meeste kennis haalde hij uit het kunstwerk zelf, aldus Victor.
In 1942 trouwde hij met Sally. Samen met zijn vrouw zette hij zijn verzamelwoede voort en werd een van de belangrijkste verzamelaars van contemporaine kunst in de Verenigde Staten. Het was ook in deze oorlogsjaren dat zij hun belangrijkste aankopen deden, zoals De droom en de Baders van Pablo Picasso. Deze werken verkregen ze tegen bodemprijzen, maar dit was voor het echtpaar nog steeds een grote investering.
Tijdens de rest van zijn leven verzamelde hij samen met zijn vrouw verschillende meesterwerken, die hij vaak tegen bodemprijzen verkreeg. Zijn inzicht in nieuwe kopstukken van de kunstwereld als Jasper Johns en Robert Rauschenberg leverde hem tegen het einde van zijn leven aanstellingen in vooraanstaande musea en verenigingen op. Voorbeelden hiervan zijn het vice presidentschap van het Whitney Museum of American Art en voorzitter van de Fine Arts Committee for Battery Park City.
Tegen het einde van zijn leven had de verzameling, die het echtpaar in totaal $2.400.000 had gekost, een waarde van ongeveer $240.000.000, dat betekent een rendement van 10.000%.